# Cisneros (Antioquia)

Localização de Cisneros, no departamento de Antioqia.

Cisneros é uma cidade e município da Colômbia, no departamento de Antioquia. Apresenta uma superfície de 46 quilômetros quadrados e sua população, de acordo com o censo de 2002, é formada por 10.447 habitantes.